# Aerials
«Aerials» — сингл группы System Of A Down из альбома Toxicity, выпущенный в 2002 году.

## Список композиций
1. «Aerials» (Радио версия)
2. «Toxicity» (Концертная запись)
3. «P.L.U.C.K.» (Концертная запись)
4. «Aerials» (Клип)

## Скрытый трек
На альбомной версии, когда песня доходит до своего логического финала, имеется небольшая пауза между 3:50 и 3:57. После этой паузы звучит скрытая композиция, названная «Arto», в честь музыканта Арто Тунджбояджяна, которому принадлежит вокал и перкуссия в этой композиции. Композиция представляет собой оригинальную смесь ударных, духовых инструментов и напевов. Интро, так же как и первая мелодическая часть, исполнены на дудуке. Мелодия в этой части очень похожа на музыку «Тер Вогормя» (часть армянского Бадарака), сочинённую Комитасом Вардапетом.

## Видео
Видео снято Шаво Одаджяном и Дэвидом Слэйдом.
Действие начинается в безлюдном месте, похожем на пустыню. Группа готовится начать играть в месте, похожем на цирк. В это время за ней наблюдает мальчик. Группа начинает играть. Далее мы видим мальчика в городской среде, на голливудской Аллее Славы, окружённым папарацци. В конце клипа сцены с его участием повторяются.